# 塞多夫 (石勒苏益格-荷尔斯泰因州)
塞多夫是德国石勒苏益格-荷尔斯泰因州的一个市镇。总面积27.89平方公里，总人口525人，其中男性272人，女性253人（2011年12月31日），人口密度19人/平方公里。